# Nỉ

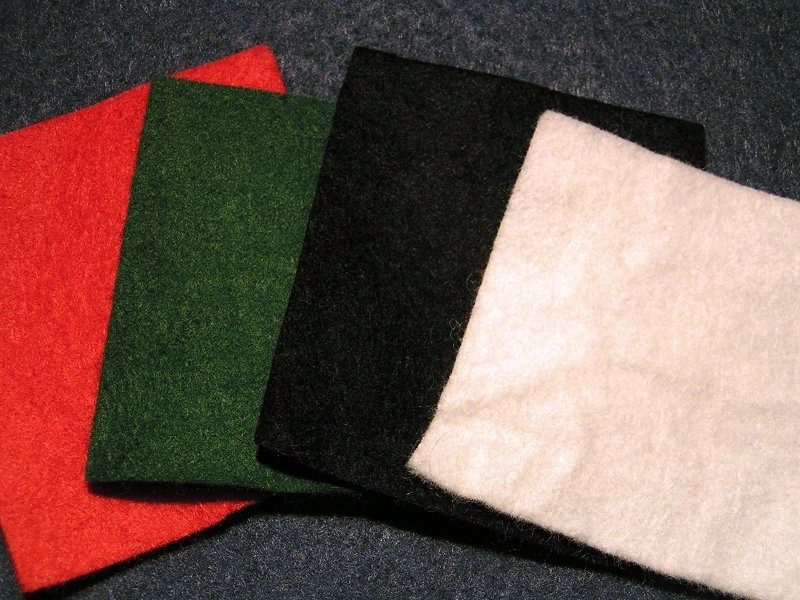
Nỉ với 4 màu khác nhau

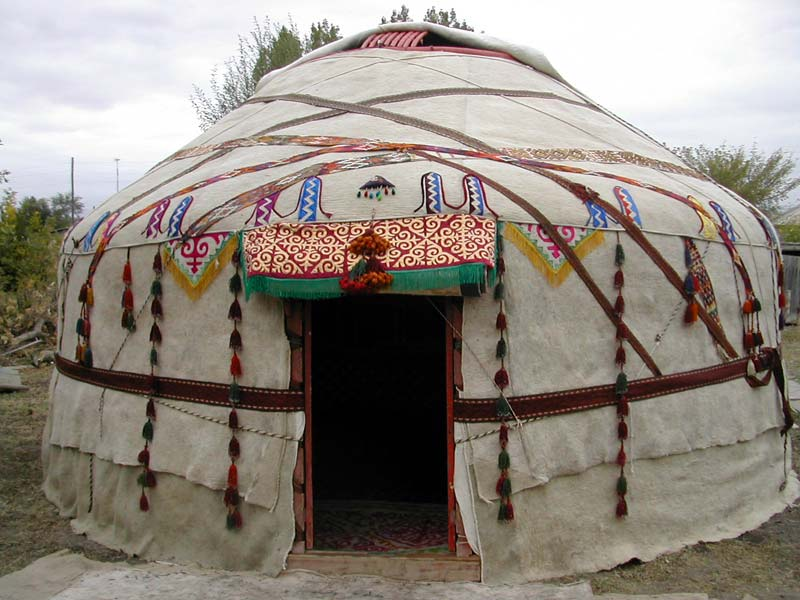
Nỉ làm nhà Yurt của người Kazakh

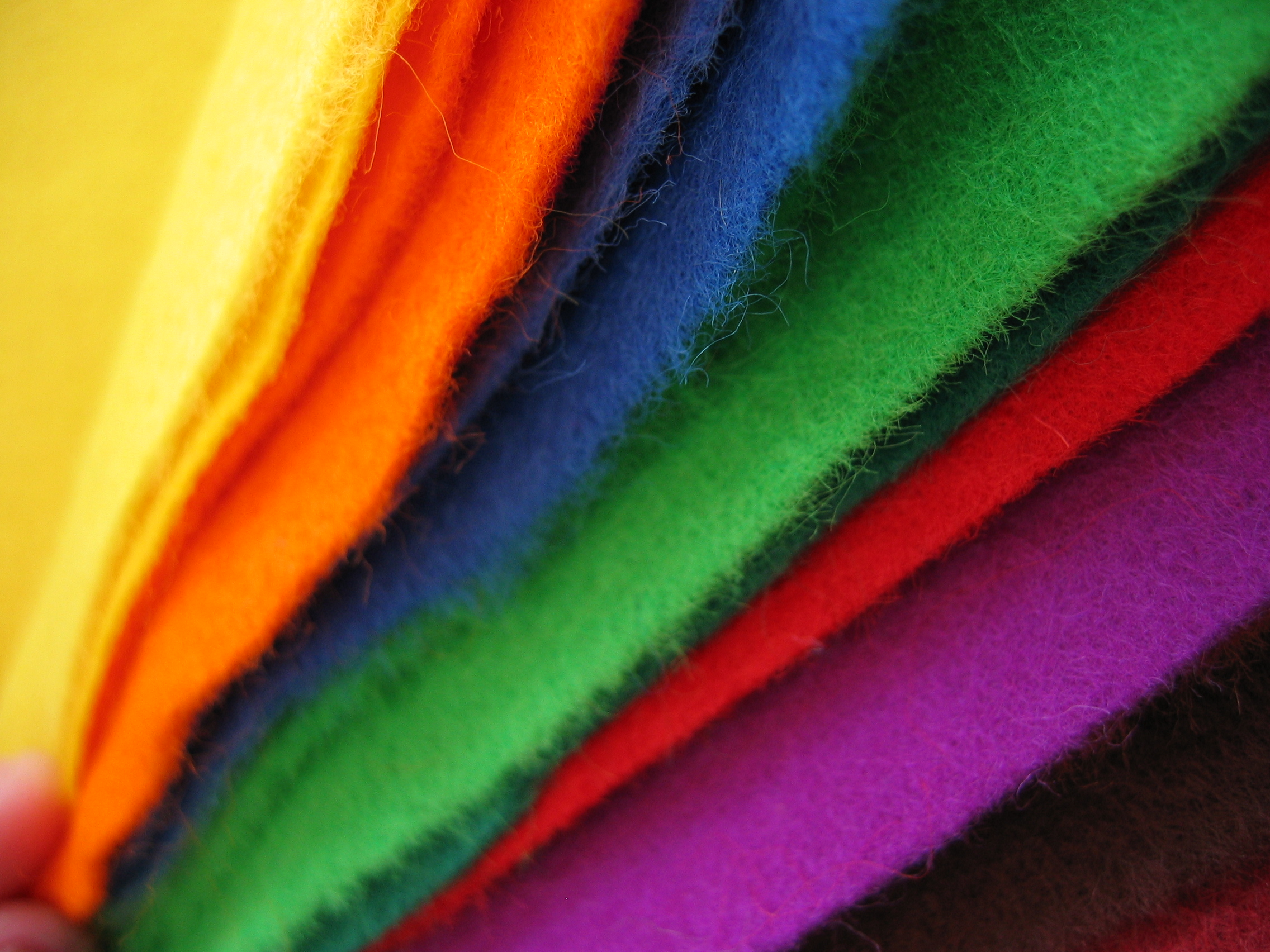
Vải nỉ với nhiều màu

Nỉ là một chất liệu làm từ vải và len dùng để làm quần áo. Nỉ không phải là hàng dệt mà là thành hình bằng cách ép sợi thành một lớp mỏng.
Có nhiều loại nỉ khác nhau được dùng cho các ngành công nghiệp, kỹ thuật và thiết kế. Một số loại nỉ rất mềm, số khác đủ cứng để hình thành nên các cấu trúc vật liệu. Nỉ khác nhau về màu sắc, kích thước, độ dài, mật độ và nhiều nhân tố khác tùy theo nhu cầu sử dụng.